# Sara Carrara
Sara Carrara (Seriate, 1º dicembre 1992) è una pallavolista italiana.
Gioca nel ruolo di libero.

## Carriera
Sara Carrara comincia la sua carriera pallavolistica nel 2003 nelle giovanili della Pallavolo Bolgare dove resta per tre stagioni. Nel 2006 viene ingaggiata dal Bergamo, anche se verrà utilizzata per la squadra giovanile.
Nella stagione 2009-10 viene promossa in prima squadra come riserva di Enrica Merlo: nella sua prima stagione in massima serie ottiene la vittoria in Champions League.
Dalla stagione 2011-12 gioca come libero nel Crema, mentre nella stagione successiva passa al Valdarno Volley di Figline Valdarno, in Serie B1.
Nella stagione 2013-14 torna in serie cadetta con il New Libertas di Gricignano di Aversa.

## Palmarès

### Club
- Campionato italiano: 1

2010-11
- CEV Champions League: 1

2009-10

### Nazionale (competizioni minori)
- Campionato europeo pre-juniores 2009